# Mentalidad social

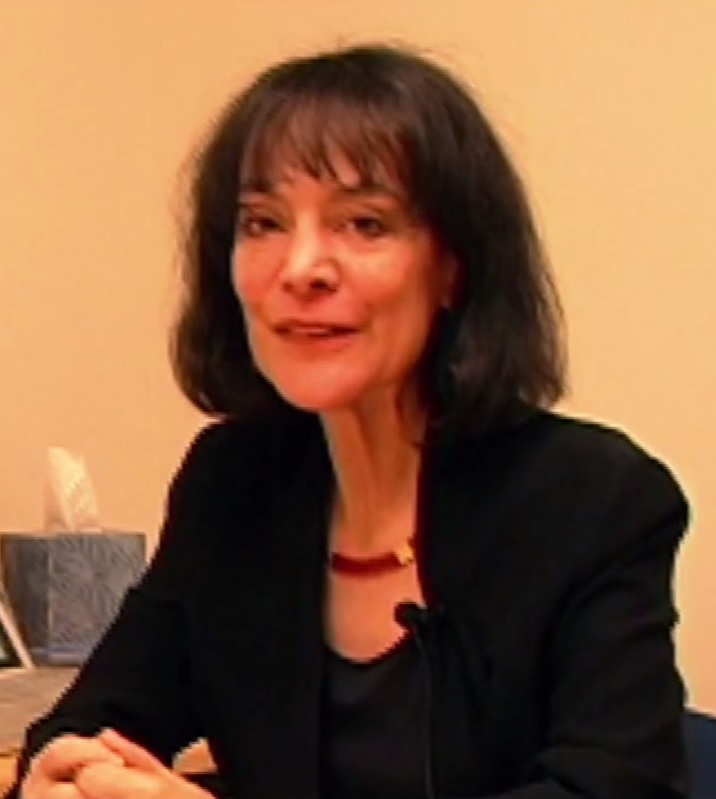
Carol Dweck

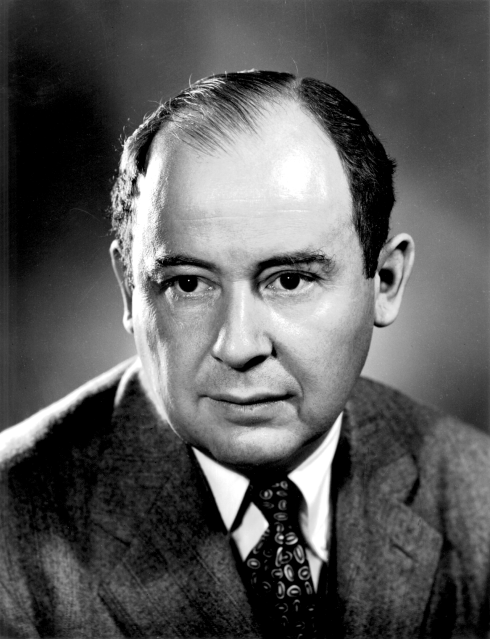
John von Neumann, creador de la Teoría de Juegos

En teoría de la decisión y teoría de sistemas generales, una mentalidad es un conjunto de supuestos, métodos o notaciones sostenidas por una o más personas o grupos de personas.
Una mentalidad puede estar tan firmemente establecida que crea un poderoso incentivo dentro de estas personas o grupos para continuar adoptando o aceptando comportamientos, elecciones o herramientas anteriores. Este último fenómeno también se describe a veces como inercia mental, "pensamiento grupal" y, a menudo, es difícil contrarrestar sus efectos sobre el análisis y los procesos de toma de decisiones.
En psicología cognitiva, una mentalidad representa los procesos cognitivos activados en respuesta a una tarea determinada (French, 2016).

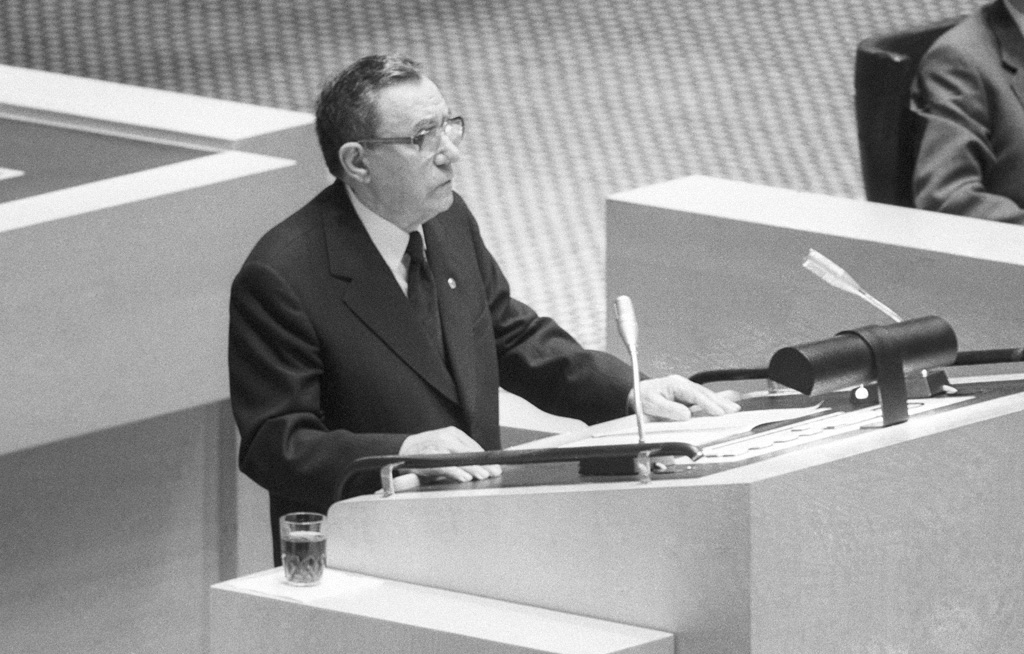
Andrei Gromyko en la Conference on Security and Cooperation in Europe (CSCE) de 1984

## Historia (Académica)
Parece que algunas de las primeras exploraciones empíricas de la mentalidad se originaron a principios de 1900 (Gollwitzer 1990, 2012). Estos estudios se identifican como fundamentos y precursores para el estudio de la cognición (Gollwitzer 1990, 2012). La atención a la mentalidad dentro del estudio de la psicología cognitiva ha continuado relativamente sin cesar. Además del campo de la psicología cognitiva, el uso de la mentalidad es evidente en las ciencias sociales y en varios otros campos (por ejemplo, la psicología positiva). Una característica de esta área de estudio, en todas sus diversas manifestaciones, es el uso fragmentario de la mentalidad en toda la academia (por ejemplo, French, 2016).

## En política
Un ejemplo conocido es la "mentalidad de la Guerra Fría" que prevaleció tanto en los EE. UU. como en la URSS, que incluía la confianza absoluta en la teoría de juegos para dos jugadores, en la integridad de la cadena de mando, en el control de los materiales nucleares, y en la destrucción mutua asegurada de ambos en el caso de la guerra. Aunque la mayoría considera que esta mentalidad sirvió para prevenir un ataque de cualquiera de los dos países, las suposiciones que subyacen a la teoría de la disuasión han hecho que la evaluación de la eficacia de la mentalidad de la Guerra Fría sea un asunto de cierta controversia.

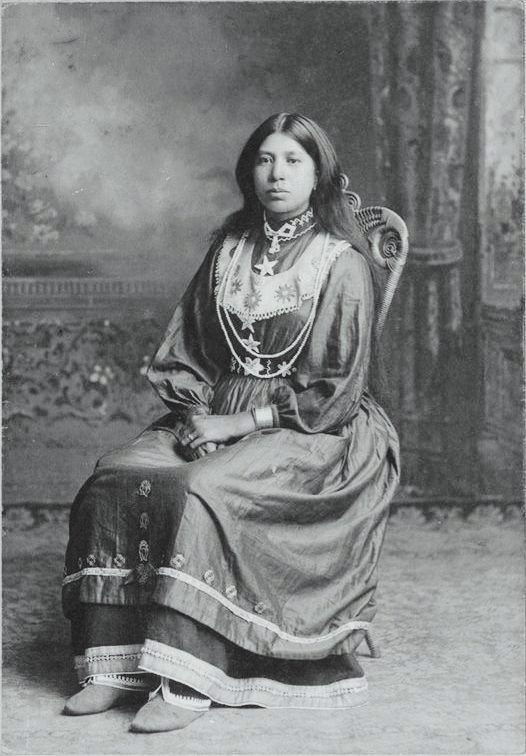
Nancy Johnston - Mohawk - King's Studio, Hamilton 1890

La mayoría de los teóricos consideran que la responsabilidad clave de un grupo de poder integrado es desafiar las suposiciones que conforman la mentalidad del grupo. Según estos comentaristas, los grupos de poder que no revisan sus mentalidades con suficiente regularidad no pueden tener el poder por tiempo indefinido. Es poco probable que una mentalidad única posea la flexibilidad y la adaptabilidad necesarias para abordar todos los eventos futuros. Por ejemplo, las variaciones en la mentalidad entre el Partido Demócrata y los Presidentes del Partido Republicano en los Estados Unidos pueden haber hecho que ese país sea más capaz de desafiar las suposiciones que el Kremlin con su burocracia más estática.
La teoría militar moderna intenta desafiar la mentalidad arraigada al tratar con la guerra asimétrica, el terrorismo y la proliferación de armas de destrucción masiva. En combinación, estas amenazas representan "una revolución en los asuntos militares" y requieren una adaptación muy rápida a las nuevas amenazas y circunstancias. En este contexto, no se puede pagar el costo de no implementar mentalidades adaptativas.

## En el pensamiento sistémico
Sobre la base del concepto de Mindscape de Magoroh Maruyama, la teoría de la mentalidad incluye valores de tipo de orientación social y cultural como los siguientes: individualismo jerárquico (HI), colectivismo igualitario (EC), individualismo igualitario (IE), colectivismo jerárquico (HC), sinergismo jerárquico (HS), populismo igualitario (EP), sinergismo igualitario (ES) y populismo jerárquico (HP).

## Mentalidad colectiva
Naturalmente, la pregunta con respecto a la encarnación de una mentalidad colectiva viene a la mente. El análisis de Erikson (1974) de las identidades de grupo y lo que él llama un plan de vida parece relevante aquí. Recuenta el ejemplo de los indios americanos, que debían someterse a un proceso de reeducación para imbuirles un "plan de vida" moderno que apuntaba a una casa y una riqueza expresada por una cuenta bancaria abultada. Erikson escribe que la identidad histórica colectiva de los indios como cazadores de búfalos estaba orientada en torno a razones / objetivos tan diferentes que incluso la comunicación sobre los "planes de vida" divergentes era en sí misma difícil.
Existe una doble relación entre la institución que incorpora, por ejemplo, una mentalidad empresarial y su desempeño empresarial. En primer lugar, una institución con una filosofía empresarial establecerá objetivos y estrategias empresariales en su conjunto, pero quizás lo más importante es que fomentará un entorno empresarial, lo que permitirá a cada entidad buscar oportunidades emergentes. En resumen, la postura filosófica codificada en la mente, por lo tanto como mentalidad, conduce a un clima que a su vez genera valores que conducen a la práctica.
Las mentalidades colectivas en este sentido se describen en trabajos como "Cognition in the wild" (1995) de Hutchin, que analiza todo un equipo de navegantes navales como la unidad cognitiva o como sistema computacional, o el espíritu empresarial de Senges en Conocimiento en las universidades (2007). También hay paralelos con el campo emergente de la "inteligencia colectiva" (por ejemplo, (Zara, 2004)) y la explotación de la "Sabiduría de las multitudes" (Surowiecki, 2005) de los interesados. Zara señala que dado que la reflexión colectiva es más explícita, discursiva y conversacional, por lo tanto, necesita un buen marco, especialmente cuando se trata de tecnología de la información y la comunicación.
La mayoría de los historiadores utilizan el concepto de mentalidad para denotar las disposiciones mentales que cambian muy lentamente durante largos períodos de tiempo, pero en ocasiones se han realizado esfuerzos para aplicarla también a situaciones históricas que cambian mucho más rápidamente, como la revolución francesa (Michel Vovelle) o el corto período de ocupación aliada de Alemania después de la Segunda Guerra Mundial (Hentschel 2007).

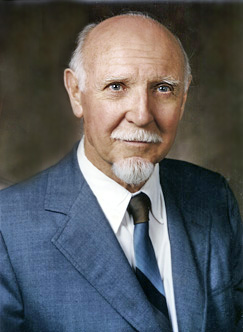
Raymond Cattell

## Tipos y teorías
Como se mencionó anteriormente, hay una gran variación dentro del estudio de las mentalidades. Esta variación incluye cómo definir, medir y conceptualizar una mentalidad, así como los tipos de mentalidad identificados. Incluso entre los académicos que estudian la misma mentalidad, existen variaciones sustanciales (French, 2016). Sin embargo, cualquier discusión sobre la mentalidad debe incluir el reconocimiento sobre el número variado y creciente de mentalidades y teorías de la mentalidad que reciben atención en múltiples disciplinas en toda la academia.

## Mentalidad fija y de crecimiento

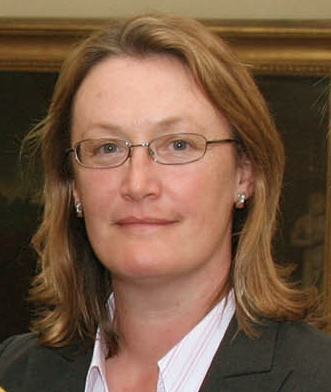
Ruth Byrne

Según Carol Dweck, los individuos pueden ser colocados en un continuo de acuerdo con sus puntos de vista implícitos de "de dónde viene la habilidad".
Dweck afirma que hay dos categorías (mentalidad de crecimiento versus mentalidad fija) que pueden agrupar a los individuos según su comportamiento, específicamente por su reacción al fracaso. Los que tienen una "mentalidad fija" creen que las habilidades son en su mayoría innatas e interpretan el fracaso como la falta de las habilidades básicas necesarias, mientras que los que tienen una "mentalidad de crecimiento" creen que pueden adquirir cualquier habilidad dada siempre que inviertan esfuerzo o estudio.
Dweck argumenta que la mentalidad de crecimiento "permitirá a una persona vivir una vida menos estresante y más exitosa".
En una entrevista de 2012, Dweck definió una mentalidad tanto fijada como de crecimiento:
"En una mentalidad fija, los estudiantes creen que sus habilidades básicas, su inteligencia, sus talentos, son solo rasgos fijos. Tienen una cierta cantidad y eso es todo, y luego su objetivo se convierte en parecer inteligente todo el tiempo y nunca parecer tonto. En una mentalidad de crecimiento, los estudiantes entienden que sus talentos y habilidades pueden desarrollarse a través del esfuerzo, la buena enseñanza y la persistencia. No necesariamente piensan que todos son iguales o que todos pueden ser Einstein, pero creen que todos pueden ser más inteligentes si trabajan en ello".

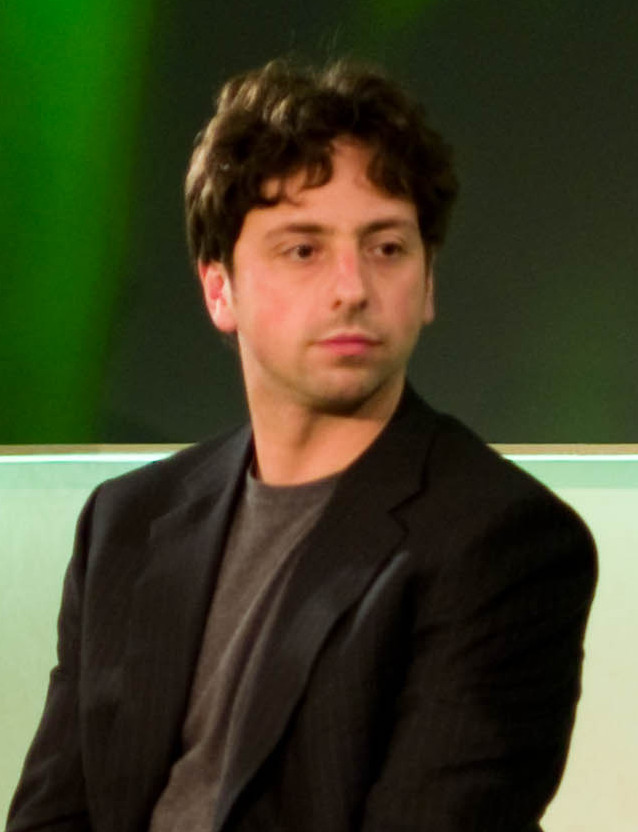
Sergey Brin

Una gran parte de la investigación de Dweck sobre las mentalidades se ha realizado en el campo de la educación, y cómo estas mentalidades afectan el rendimiento de un estudiante en el aula. La mentalidad de crecimiento es claramente la más deseable de las dos para los estudiantes. En particular, la mentalidad de un individuo afecta la forma en que enfrentan los desafíos, como la transición a la escuela secundaria desde la escuela primaria o la pérdida de su trabajo. Según Dweck, es más probable que los individuos con una mentalidad de "crecimiento" continúen trabajando duro a pesar de los contratiempos. Las teorías de la inteligencia de los individuos pueden verse afectadas por señales ambientales sutiles. Por ejemplo, los niños que reciben elogios como "buen trabajo, eres muy inteligente" tienen muchas más probabilidades de desarrollar una mentalidad fija, mientras que si reciben cumplidos como "buen trabajo, trabajaste muy duro", es probable que desarrollen una mentalidad de crecimiento. .
Si bien algunos elementos de nuestra personalidad, como la sensibilidad a los errores y los contratiempos, pueden hacer que estemos predispuestos a mantener cierta mentalidad, podemos desarrollar y reformular nuestra mentalidad a través de nuestras interacciones. En varios estudios, Dweck y sus colegas señalaron que se podían lograr alteraciones en la mentalidad a través de "elogiar el proceso mediante el cual se logró el éxito", "tener estudios universitarios, leer artículos científicos convincentes que respalden una visión u otra", o enseñando a estudiantes de secundaria "que cada vez que se esfuerzan y aprenden algo nuevo, su cerebro forma nuevas conexiones que, con el tiempo, los hacen más inteligentes". Todos estos estudios demuestran cómo encuadrar y discutir el trabajo y el esfuerzo de los estudiantes juegan un papel considerable en el tipo de mentalidad que desarrollan los estudiantes y en las concepciones de los estudiantes sobre su propia capacidad.
Carol Dweck y Jo Boaler han realizado una extensa investigación sobre los temas de mentalidad fija y de crecimiento. Sin embargo, los estudios sobre mentalidad muestran que existe una disparidad en las mentalidades fijas y de crecimiento de mujeres y hombres. En el libro de Boader, Habilidad y Matemáticas: la Revolución de la mentalidad que está reformulando la educación, señala que las creencias de mentalidad fija conducen a desigualdades en la educación y son la razón principal del bajo rendimiento y la participación de las minorías y las estudiantes. La investigación de Boaler muestra que muchas mujeres sienten que no son lo suficientemente inteligentes ni lo suficientemente capaces como para continuar en ciertos temas, como las áreas académicas de STEM. Boaler utiliza la investigación de Carol Dweck que muestra que "las diferencias de género en el rendimiento de las matemáticas solo existían entre los estudiantes de mentalidad fija" (Boaler, 2013).
Además, se han realizado pruebas administradas por L.S. Blackwell para ver si la mentalidad fija de las mujeres se puede cambiar a una mentalidad de crecimiento (Boaler, 2013). Esta es la mentalidad en la que Boaler y Dweck creen que las personas pueden obtener conocimiento. Boaler dijo: "El mensaje clave sobre la mentalidad de crecimiento fue que el esfuerzo cambia el cerebro al formar nuevas conexiones y que los estudiantes controlan este proceso. La intervención de la mentalidad de crecimiento detuvo la disminución de calificaciones de los estudiantes y comenzó un nuevo camino de mejora y alto nivel de logro "(Boaler, 2013). Sistemas educativos enfocados en crear un ambiente de mentalidad de crecimiento permiten a las niñas sentir que su inteligencia es moldeable en lugar de constante. La investigación y la teoría de crecimiento y mentalidad fija de Dweck ha sido útil en estrategias de intervención con estudiantes en riesgo, disipando estereotipos negativos en la educación mantenida por profesores y estudiantes, entendiendo los impactos de sí mismos -las teorías sobre la resiliencia y la comprensión de cómo los elogios del proceso pueden fomentar una mentalidad de crecimiento e impactar positivamente en los niveles de motivación de los estudiantes.

## Mentalidad de beneficio
En 2015, Ashley Buchanan propuso una evolución complementaria a la mentalidad fija y de crecimiento: la mentalidad de beneficio.
La mentalidad de beneficio describe a los líderes cotidianos de la sociedad que promueven el bienestar tanto a nivel individual como colectivo. Es decir, las personas que descubren sus fortalezas para hacer valiosas contribuciones a causas que son mayores que el yo. Cuestionan por qué hacen lo que hacen, posicionando sus acciones dentro de un contexto determinado.
Buchanan sostiene que "crear culturas de contribución y liderazgo cotidiano podría ser uno de los mejores puntos de influencia que tenemos para sacar a la luz lo mejor de las personas, las organizaciones y el planeta".

## Mentalidad global
Partiendo del estudio del liderazgo organizacional y coincidiendo con el crecimiento de las corporaciones multinacionales en la década de los 80, las organizaciones observaron que la efectividad de sus ejecutivos no se traducía necesariamente de manera intercultural. La mentalidad global surgió como una explicación (Javidan y Walker, 2013). Esencialmente, se planteó la hipótesis de que los líderes en contextos interculturales necesitaban habilidades adicionales (es decir, una mentalidad global) que permitiera la efectividad independientemente de la cultura o el contexto (Perlmutter, 1969; Rhinesmith, 1992).
Una de las características definitorias del estudio de la mentalidad global es la variedad en la que los académicos conceptualizan y operan el constructo; aunque los académicos suelen estar de acuerdo en que la mentalidad global y su desarrollo aumentan la efectividad global tanto para individuos como para organizaciones (French & Chang, 2016).

## Mentalidad de abundancia y de escasez
Los que tienen una mentalidad de abundancia creen que hay suficientes recursos para todos, mientras que los que tienen una mentalidad de escasez creen que hay un número limitado de recursos y que la ganancia de uno debe conllevar la pérdida de otros, lo que lleva a la competencia por los recursos.

## Mentalidad productiva y defensiva
Según Chris Argyris (2004), hay dos mentalidades dominantes en las organizaciones: la mentalidad productiva y la mentalidad defensiva. La mentalidad productiva busca un conocimiento válido que sea comprobable. La mentalidad de razonamiento productivo crea elecciones informadas y hace que el razonamiento sea transparente.
La mentalidad defensiva, por otro lado, es autoprotectora y auto-engañosa. Cuando esta mentalidad está activa, las personas u organizaciones solo buscan información que los proteja. La verdad puede ser excluida cuando se la ve como una amenaza. La mentalidad defensiva puede conducir al aprendizaje basado en suposiciones falsas o impedir el aprendizaje por completo (Argyris, 2004).